# إيفانهو نورث
إيفانهو نورث (بالإنجليزية: Ivanhoe North)‏ هي مدينة أمريكية تقع في مقاطعة تايلر في شرق ولاية تكساس. يبلغ عدد سكان هذه المدينة 538 نسمة حسب إحصاء سنة 2010 م.